# 富內站

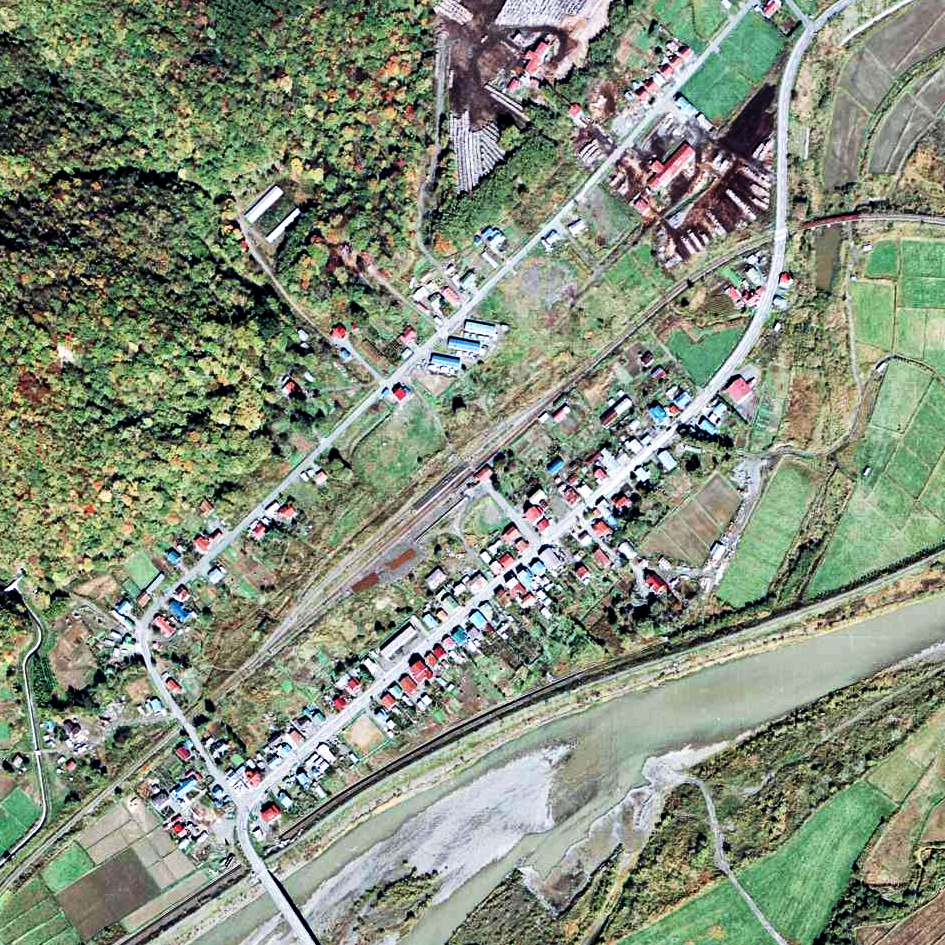
1978年的富內站與方圓約750米範圍。右邊是日高町方向。車站正面靠近鵡川一方設有貨物月台和引込線。根據1983年的資料可確認上述貨運設施。車站後方的副本線外側設有貨物專用側線遺蹟。車站後方也有連接堆場的側線

富內站（日语：／ Tomiuchi eki */?）是位於北海道勇拂郡穗別町字穗別富內（現時：鵡川町） ，日本國有鐵道的富內線車站（廢站）。隨著富內線廢除，車站在1986年（昭和61年）11月1日廢除。

## 歷史
- 1923年（大正12年）11月11日 - 北海道鑛業鐵道（日语：北海道鉄道 (2代)）金山線生鼈站（後來名為旭岡站）至此站之間開通，邊富內站（日语：／）啟用[5]。當時為一般車站[1]。
- 1924年（大正13年）3月3日 - 鐵路公司改名為北海道鐵道（第二代）。
- 1943年（昭和18年）8月1日 - 北海道鐵道在戰時被收購後國有化，成為富內線車站。此站改名為富內站[1]。
- 1958年（昭和33年）11月15日 - 此站至振內站之間開通：成為中邊車站。
- 1977年（昭和52年）2月1日 - 結束處理貨物和行李[6]。站內停止售票和檢票業務，旅客業務無人化（簡易委託站）[7]。由於站內還有交會設備（還有閉塞），因此直至營業最終日繼續有運輸要員當值。
- 1982年（昭和57年）11月15日 - 結束處理貨物[1]。
- 1986年（昭和61年）11月1日 - 富內線全線廢除，此站也廢除[2]。
- 2001年（平成13年）9月14日 - 登錄有形文化財登錄公示。站內15年來再有活動列車行走。

## 車站構造
截至車站廢除前，此站是地面車站，設有2面3線的混合式月台（單式月台和島式月台）。當時設有列車交會設備。靠近車站大樓的月台中央部分與島式月台東邊之間設有站內平交道連接。靠近車站大樓一方的單式月台（南邊）是上行1號月台，島式月台面向車站大樓的一方是下行2號月台，外側是上下行共用的月台，只用作於此站折返之用（沒有月台編號）。在1號月台靠近鵡川一方設有路軌分支，連接車站大樓西邊的貨運月台（缺角式月台）和1條貨物側線。
截至車站廢除前，此站是無人車站，只有運輸要員當值。售票業務被委託。車站大樓位於站內南邊，鄰接月台中央部分。
另外，在昭和20年代的車站構造中。此站設有1面4線的單式月台。從東邊是1號月台至4號月台，1號月台是客運月台，2至4號線為貨物線。在3號月台後方還有蒸氣機車專用的煤炭庫、供水塔和機車庫。當時富內站是終點站，但是此站沒有轉車盤，當時來自鵡川方向的混合列車由日本國鐵C11形蒸氣機車，機車會使用富內站的機走線，隨後便進行倒車（逆機）。在富川站處理的貨物，包括周邊出產的鉻礦石、木材、木柴等。站內設有日本通運的設施和多個物流業公司的倉庫。

## 站名的由來
車站名稱取自所在地名。
舊站名「邊富內」源自當時的地名。地名取自阿伊努語的「ケッオナイ（ket-o-nay）」，其意思為「（毛皮之）架，有，河流」。後來，地名「邊富內」的「邊」被刪除，讀法也變成了「とみうち」。

## 使用狀況
- 在1981年度（昭和56年度），1日上下車人次為29人[3]。

## 車站周邊
- 北海道道131號平取穗別線（日语：北海道道131号平取穂別線）
- 北海道道610號占冠穗別線（日语：北海道道610号占冠穂別線）
- 富內郵局
- 鵡川[10]

## 現況
截至1999年（平成11年），車站大樓、包含側線的路軌、月台和臂木式號誌機被保存了下來。截至2011年（平成23年）也是同樣。月台旁邊放置了日本國鐵舊款客車，包括SuHa45形和OHa33形共2輛作靜態展出。客車內設有富內線的照片展覽。車站大樓內的櫃臺和行李櫃臺修復為當時的狀態。舊站事務室內展出了當時的鐵路用品。月台上展出了榮站、豐田站和穗別站的站名牌。上述的設施有賴當時的穗別村長之構想，實現了宮澤賢治的「富內銀河鐵道運動」。站內的側線進行了改造。以太空人毛利衛的意念和「銀河鐵道」的印象作為基礎，展出了鐵路駛往太空的作品。
舊站址被名為「富內銀河車站」、車站大樓、月台和路軌被登陸為國家登錄有形文化財。電影《鐵道員》內的鐵路用品都是從此站借出。在2001年9月14日，松山市的市民團體借了少爺列車並於站內行走，相隔15年後，站內再次聽到汽笛聲。

## 其他
以此站作為到發站的區間列車中。設有上下行各1班（苫小牧站至此站之間）（截至1985年（昭和60年）3月14日時間表修正，（廢除的時間表））。

## 相鄰車站
日本國有鐵道
富內線
穗別－富內－幌毛志

## 注腳
1. 1 2 3 4 5  石野哲（編）. . JTB. 1998: 866. ISBN 978-4-533-02980-6 （日语）.
2. 1 2  . 官報. 1986-10-14 （日语）.
3. 1 2 3 4 5 6 7  書籍《国鉄全線各駅停車1 北海道690駅》（小學館，1983年7月發行）107頁。
4. ↑  1948年（昭和23年）美軍拍攝航空相片（國土地理院 地圖、航空照片參閲服務
5. ↑  《官報》 1923年11月20日　鉄道省彙報「地方鉄道運輸開始」 （页面存档备份，存于）（日語）（國立國會圖書館數碼化收藏）
6. ↑  . 官報. 1977-01-31 （日语）.
7. ↑  . 鐵道公報 (日本國有鐵道總裁室文書課). 1977-01-31: 2 （日语）.
8. ↑  吉井久　「富内駅・物流拠点としての役割」. . 穂別高齢者の語りを聞く会. 2014: p163-169 （日语）.
9. 1 2  本多 貢. 児玉　芳明 , 编. . 札幌市: 北海道新聞社. 1995-01-25: 41  [2018-10-27]. ISBN 4893637606. OCLC 40491505 （日语）.
10. ↑  書籍《北海道道路地図 改訂版》（地勢堂，1980年3月發行）11頁。
11. 1 2  書籍《鉄道廃線跡を歩くVII》（JTB出版，2000年1月發行）65頁。
12. 1 2 3 4 5  書籍《北海道の鉄道廃線跡》（著：本久公洋，北海道新聞社，2011年9月發行）87-88頁。
13. 1 2  書籍《追憶の鉄路 北海道廃止ローカル線写真集》（著：工藤裕之，北海道新聞社，2011年12月發行）271頁。
14. ↑  書籍《廃線終着駅を訪ねる 国鉄・JR編》（著：三宅俊彥（日语：三宅俊彦）、JTB出版，2010年4月發行）28-29頁。